# Kleseleon
Kleseleon is een bestuurslaag in het regentschap Belu van de provincie Oost-Nusa Tenggara, Indonesië. Kleseleon telt 917 inwoners (volkstelling 2010).